# Carlo Dell'Omodarme
Carlo Dell'Omodarme (La Spezia, 12 febbraio 1938) è un allenatore di calcio ed ex calciatore italiano, di ruolo centrocampista.

## Carriera

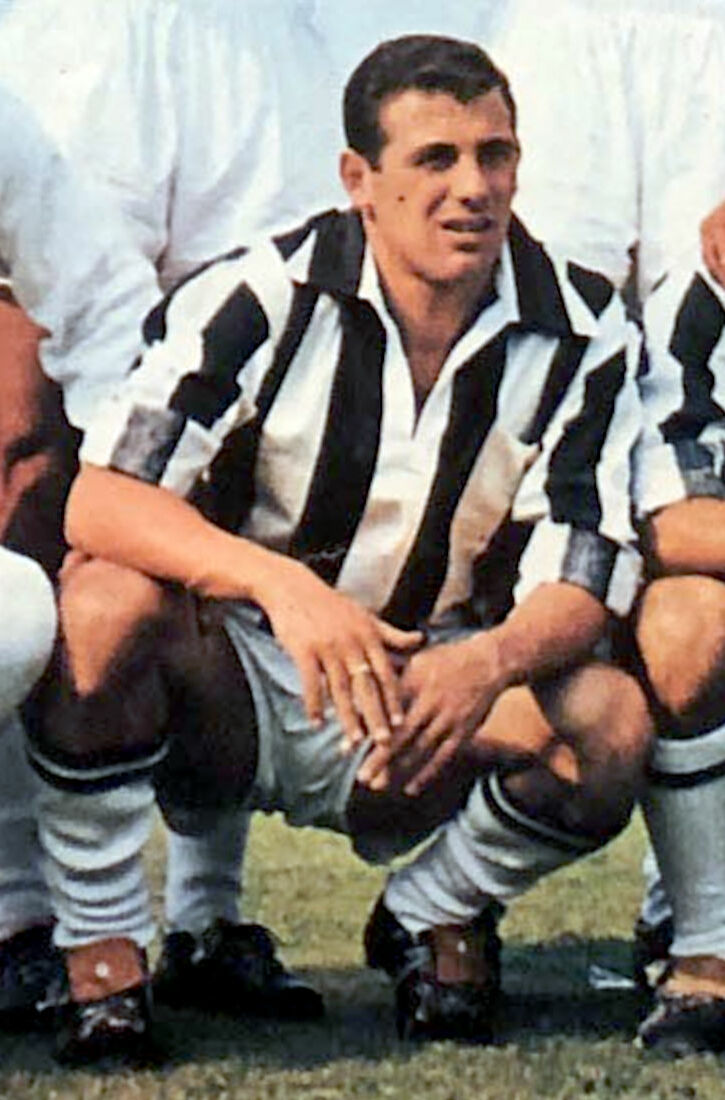
Dell'Omodarme alla nel precampionato 1963-1964

Si trasferisce in giovane età a Torino, nelle file della Juventus con cui esordisce a 19 anni in Serie A contro l'Udinese, il 10 marzo 1957 a Udine, in un 3-0 a favore dei friulani.
Passa l'anno successivo in Serie B al Parma. La Juve non vuole riprenderselo e nel 1958 lo cede in prestito, assieme a Piero Aggradi, all'Alessandria, dove Dell'Omodarme disputa 5 partite di Coppa Italia. Successivamente lo gira al Como, dove resta per tre anni in Serie B, sempre da titolare, realizzando anche una storica cinquina in trasferta contro il Cagliari (8 maggio 1960), record eguagliato da Salvatore Campilongo nella stagione 1994-1995 ma finora mai superato.
Nel 1961 viene acquistato in Serie A dalla Spal.  Il presidente Paolo Mazza, che è in procinto di guidare la Nazionale azzurra ai Mondiali di calcio del Cile del 1962, trasforma per l'ennesima volta la sua squadra, che in quell'anno si salva e l'anno dopo arriva ottava. Nel 1963, nella penultima di campionato contro il Genoa, segna una doppietta, confermandosi un calciatore emergente.
Ma Dell'Omodarme è ancora per metà della Juve e Mazza vuole riscattare Bozzao, quindi il presidente spallino nel 1963 accetta le proposte dei bianconeri e il giocatore ritorna a Torino dopo sei anni. Alla Juve gioca 48 partite di campionato segnando 3 gol, oltre a 4 partite in Coppa Italia e altre 4, con 2 reti, in coppe europee.
Nel 1966 la Juventus vuole cedere Dell'Omodarme e Mazza lo riporta a Ferrara. Nella città estense lo spezzino trova di nuovo lo smalto di un tempo ma, nell'estate del 1967, in un banale contrasto durante un'amichevole con lo Spartak Mosca si infortuna seriamente e per lui c'è solo la possibilità di giocare un'unica partita di campionato, in occasione della sconfitta interna contro la Juventus del 12 maggio 1968. Conquista però lo scudetto con la squadra De Martino.
L'anno dopo è ancora alla SPAL, lasciando poi il calcio professionistico a 31 anni. Torna a giocare con i dilettanti della Sarzanese nella stagione 1969-1970, in Serie D, e successivamente con la squadra del Cuoiopelli di Santa Croce sull'Arno nel 1971, in Promozione, fungendo anche da allenatore in sostituzione dell'esonerato Roberto Balestri.
Si farà tentare, sollecitato dal suo amico ed ex compagno di squadra Adolfo Gori, dall'avventura del calcio miliardario americano con il Rochester Lancers, con cui raggiunge le semifinali della North American Soccer League 1972 e partecipa alla CONCACAF Champions' Cup 1971, unica franchigia della NASL a partecipare alla massima competizione nordamericana per club: chiuse la coppa al quarto posto della fase finale del torneo.

## Palmarès

### Giocatore
- Coppa Italia: 1

Juventus: 1964-1965